# St. Vitus (Neukirchen)

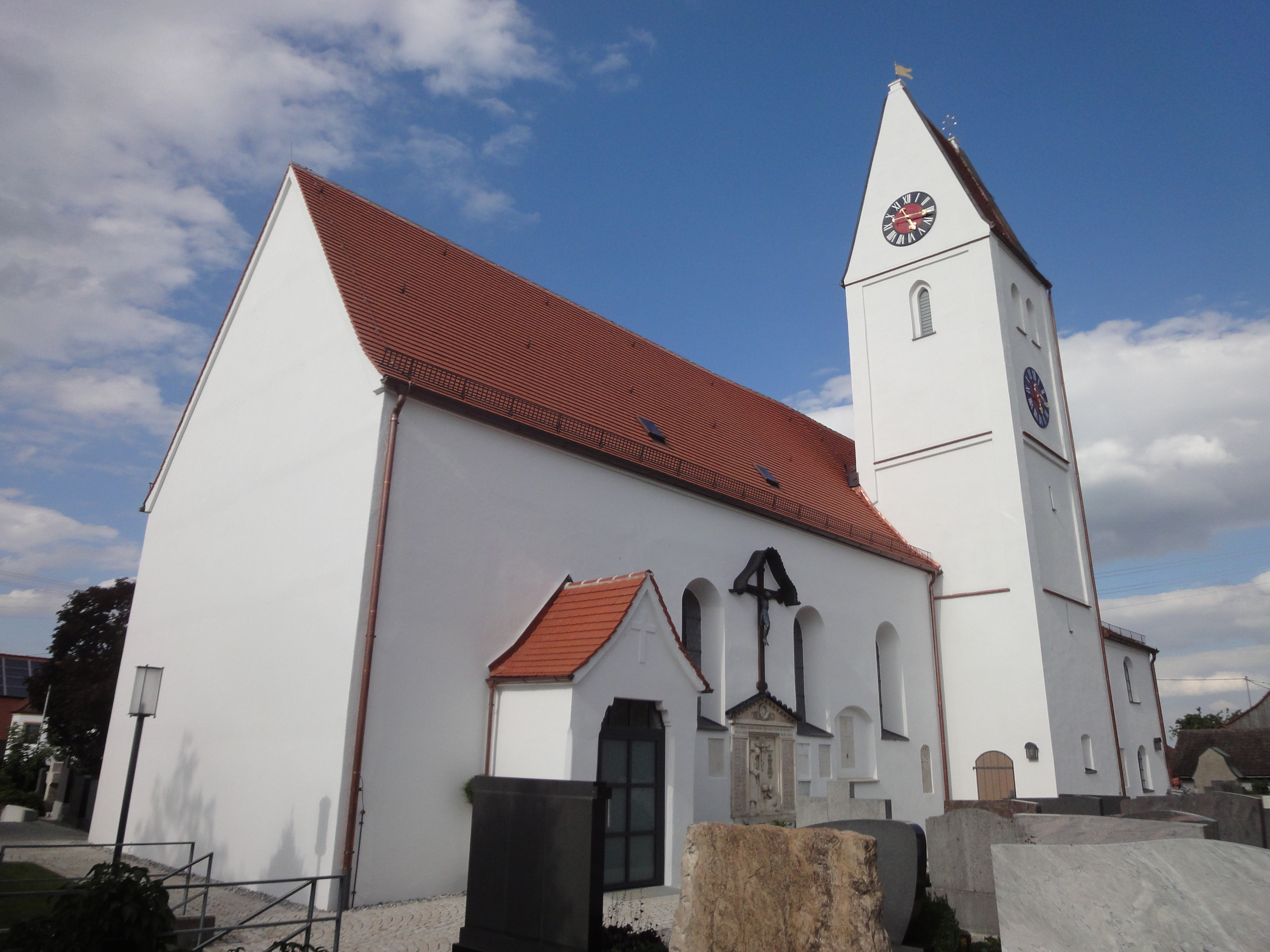
St. Vitus, Neukirchen

St. Vitus ist eine römisch-katholische Pfarrkirche  in Neukirchen, einem Gemeindeteil von Thierhaupten im schwäbischen Landkreis Augsburg in Bayern. Das Bauwerk aus dem 16. Jahrhundert ist in der Liste der Baudenkmäler in Thierhaupten als Baudenkmal unter der Nr. D-7-72-207-13 eingetragen. Die Pfarrei gehört zum Dekanat Augsburg-Land des Bistums Augsburg. Kirchenpatron ist der hl. Vitus.

## Beschreibung
Die im 15. Jahrhundert errichtete und 1723 nach Westen verlängerte Saalkirche besteht aus einem Langhaus, das mit einem Satteldach bedeckt ist, von dem Teile des romanischen Vorgängerbaus verwendet wurden, einem eingezogenen, dreiseitig geschlossenen Chor im Osten und einem Chorflankenturm an der Südwand des Chors. Der Innenraum des Langhauses ist mit einer Flachdecke überspannt, der des Chors mit einem Tonnengewölbe. Die um 1780 angebrachten Fresken stammen von Johann Baptist Anwander. Das um 1610 entstandene Triptychon ist mit Tafelbildern versehen. In der Mitte ist die Auferstehung Jesu Christi dargestellt. Auf den Flügeln sind innen Laurentius von Rom und Katharina von Alexandrien, und außen der heilige Georg und Anna selbdritt zu sehen.